# Comité international des poids et mesures
Pour les articles homonymes, voir CIPM.
Le Comité international des poids et mesures (CIPM) est constitué de dix-huit membres, nommés à titre personnel et tous de nationalité différente. Le CIPM est l’organe de supervision du Bureau international des poids et mesures (BIPM).  Créé par la Convention du mètre, signée à Paris le 20 mai 1875, le Bureau international des poids et mesures (BIPM) est l’organisation intergouvernementale qui a autorité pour agir dans le domaine de la métrologie scientifique (science de la mesure et son application) à l’échelle mondiale. Sa principale mission consiste à promouvoir l'uniformisation mondiale des mesures. Il assure cette mission par des interventions directes auprès des gouvernements ou en soumettant des propositions auprès de la Conférence générale des poids et mesures (CGPM).
Le CIPM MRA (Arrangement de reconnaissance mutuelle, MRA pour Mutual Recognition Arrangement en anglais) est un accord-cadre de reconnaissance partagée des études métrologiques effectuées dans les divers États partie à la Convention du mètre, assurant l'équivalence de leurs étalons de mesure.
Le CIPM se réunit une à deux fois par an au siège du Bureau international des poids et mesures (BIPM). Il approuve les rapports présentés par ses divers comités consultatifs. Il publie annuellement, à l'intention des gouvernements des États Membres un rapport moral et financier sur le BIPM.

## Historique
L'article 3 de la Convention du mètre définit que le Bureau international fonctionnera sous la direction et la surveillance exclusive du Comité international des poids et mesures, placé lui-même sous l'autorité de la Conférence générale des poids et mesures formée de délégués de tous les Gouvernements contractants. L'article 5 de la Convention précise que la composition et les attributions du Comité international des poids et mesures sont déterminées par un règlement qui stipule, à l'article 8, que le Comité international sera composé de quatorze membres, appartenant tous à des États différents. Il sera formé, pour la première fois, des douze membres de l'ancien Comité permanent de la Commission internationale de 1872 et des deux délégués qui, lors de la nomination de ce Comité permanent, avaient obtenu le plus grand nombre de suffrages après les membres élus.
Lors de la séance du 12 octobre 1872 de la Commission internationale du mètre, Carlos Ibáñez e Ibáñez de Ibero est élu président du Comité permanent. Sa présidence est confirmée lors de la première séance du Comité international des poids et mesures, le 19 avril 1875. Lors de cette séance, Adolphe Hirsch est nommé secrétaire en remplacement de Johannes Bosscha,.
Les autres membres du Comité international des poids et mesures lors de sa création sont : Wilhelm Foerster qui deviendra président du CIPM en 1891,  Joseph Philipp Herr,, Heinrich von Wild, Fabian Jakob Wrede (sv), Julius Erasmus Hilgard (en), Arthur Morin, Chilsolm, Ole Jacob Broch, Jean Servais Stas, Husny Bey et Gilberto Govi,. 
Cinq membres du CIPM (Pieter Zeeman en 1902, Albert Michelson en 1907, Manne Siegbahn en 1924, Louis de Broglie en 1929) et Kai Siegbahn en 1981) ont été lauréats du Prix Nobel de physique.

## Présidents du CIPM depuis 1875
Le site internet du BIPM présente la liste des présidents successifs du comité depuis 1875 :
- W. Louw (Afrique du Sud) 2019-aujourd'hui ;
- B. Inglis (Australie) 2010-2019 ;
- E.O. Göbel (Allemagne) 2004-2010 ;
- J. Kovalevsky (France) 1997-2004 ;
- D. Kind (Allemagne) 1984-1997 ;
- J.V. Dunworth (Royaume Uni) 1976-1984 ;
- J.M. Otero (Espagne) 1968-1976 ;
- L.E. Howlett (Canada) 1964-1968 ;
- R. Vieweg (Allemagne) 1960-1964 ;
- A. Danjon (France) 1954-1960 ;
- J.E. Sears (Royaume-Uni) 1946-1954 ;
- P. Zeeman (Pays-Bas) 1940-1943 ;
- V. Volterra (Italie) 1921-1940 ;
- R. Gautier (Suisse) 1920-1921 ;
- W. Foerster (Allemagne) 1891-1920 ;
- C. Ibáñez de Ibero (Espagne) 1875-1891.